# Persona Non Grata (2024)
Persona Non Grata ist ein Spielfilm von Antonin Svoboda aus dem Jahr 2024 mit Gerti Drassl und Maya Unger. Premiere war am 24. Jänner 2024 im Wiener Gartenbaukino, österreichischer Kinostart war am 26. Jänner 2024.

## Handlung
Nach dem Tod ihres Mannes wird die frühere Skirennläuferin Andrea Weingartner von ihrem Nachbarn sexuell bedrängt. Mit einem Mal kommen die Erinnerungen an die Zustände im Österreichischen Skiverband wieder hoch, die sie lange verdrängt hatte: In dem autoritären und geschlossenen System wurde sie Opfer einer Vergewaltigung. Doch jetzt beginnt sie, sich zur Wehr zu setzen, zumal MeToo auch in Österreich angekommen ist und immer öfter Berichte über sexuelle Übergriffe bekannt werden. Ihre Freunde beim Skiverband erwarten sich von ihr allerdings eine Verteidigung gegen derartige Berichte und haben kein Verständnis für die Anklage, die sie erhebt. Auch ihre Eltern, die früher selbst im Skisport aktiv waren und jetzt ein Hotel in einer Skiregion betreiben, weisen die Vorwürfe zurück. Fritzi, ein alter Bekannter, findet nichts dabei, Filmaufnahmen der Vergewaltigung aufzubewahren, schließlich hätten ja alle ihren Spaß dabei gehabt. Da die Polizei nach so langer Zeit keine Anzeige mehr entgegennehmen will und der Skiverband kein Interesse an der Einrichtung einer Ombudsstelle für Missbrauchsopfer zeigt, beschließt Andrea mit ihrer Geschichte an die Öffentlichkeit zu gehen. Sie veröffentlicht einen Artikel in der Tageszeitung "Der Standard", der viel Staub aufwirbelt, zumal Andrea Weingartner keine Namen nennen will, sondern das System im Allgemeinen für die Zustände verantwortlich macht. Während einige Andrea als Nestbeschmutzerin und Wichtigtuerin beschimpfen und ihr Sensationsgeilheit unterstellen, begreift Andreas schwangere Tochter Sara, worum es ihrer Mutter geht, und stellt sich auf ihre Seite. Schließlich gesteht Andreas Mutter ein, dass sie in der Zeit ihrer aktiven Karriere als Skirennläuferin die Zustände in der Sportwelt genauso erlebt hat, wie Andrea sie anprangert. Am Ende der Filmhandlung sieht man den Ausschnitt eines Interviews, das Nicola Spieß als 16-jährige kurz nach ihrer Vergewaltigung gegeben hat.

## Produktion und Hintergrund
Der Film basiert auf der Geschichte der Ex-Skirennläuferin Nicola Werdenigg, die 2017 im Zuge der MeToo-Debatte in einem Interview mit der Tageszeitung Der Standard öffentlich von strukturellem Machtmissbrauch, sexueller Gewalt und ihrer Vergewaltigung im Skisport berichtete.
Die Dreharbeiten fanden ab dem 17. Oktober 2022 in Wien und Südtirol sowie auf Korfu statt. Gedreht wurde unter anderem zwei Tage in den Räumlichkeiten der Tageszeitung Der Standard.
Produziert wurde der Film von der österreichischen coop99 (Produzent Antonin Svoboda), in Koproduktion mit der Südtiroler Albolina Film GmbH. Den Vertrieb übernahm in Österreich Filmladen. Unterstützt wurde die Produktion vom Österreichischen Filminstitut, vom Filmfonds Wien und von IDM Südtirol / Alto Adige, beteiligt war der Österreichische Rundfunk.
Die Kamera führte Mario Minichmayr, die Musik schrieb Lisa Montan, die Montage verantwortete Oliver Neumann. Den Ton gestalteten Johannes Baumann, Erik Mischijew und Matz Müller, das Kostümbild Cinzia Cioffi und das Szenenbild Martin Reiter.
An der Produktion waren mehrere Angehörige des Regisseurs beteiligt, die Darstellerin von Andrea Weingartners Tochter ist seine Tochter.

## Auszeichnungen und Nominierungen
Thomas-Pluch-Drehbuchpreis 2024
- Nominierung für den Hauptpreis und den Spezialpreis der Jury (Antonin Svoboda und Markus Schleinzer)